# Dudley Robert Herschbach
Dudley Robert Herschbach (* 18. června 1932 San José, Kalifornie) je americký chemik a laureát Nobelovy ceny za chemii z roku 1986.

## Práce
Oblast jeho práce je reakční dynamika. Společně s chemiky Y. T. Leem a J. C. Polanyim získal v roce 1986 Nobelovu cenu za vyvinutí nové metody výzkumu průběhu chemických reakcí pomocí zkřížených molekulových paprsků.